# Шевченково (Котляревский сельский совет)
Шевченково (укр. Шевченкове) — село в Витовском районе Николаевской области Украины.
Основано в 1909 году. Население по переписи 2001 года составляло 595 человек. Почтовый индекс — 57261. Телефонный код — 512.
До 2020 года входило в Витовский район. С 2022 года входит в Шевченковскую  сельскую общину Николаевского района.Центр Котляревского Старостинского округа.
Расположено к северу от села Котлярево.

## Местный совет
57260, Николаевская обл., Витовский р-н, с. Котлярёво, ул. Комарова, 14, тел.: 28-36-94